# 7 juin 1923
Le jeudi 7 juin 1923 est le 158e jour de l'année 1923.

## Naissances
- Carlos Thompson (mort le 10 octobre 1990), acteur argentin
- Gaston Calixte (mort le 28 juin 1992), joueur de rugby à XIII français
- Giorgio Belladonna (mort le 12 mai 1995), champion de bridge
- Jean Baratte (mort le 1er juillet 1986), footballeur français
- Jules Deschênes (mort le 10 mai 2000), avocat et juge québécois
- Marianne Strauss (morte le 22 décembre 1996), victime du nazisme
- Pierre Fyot, médecin et résistant français
- Silvia Monfort (morte le 30 mars 1991), comédienne et directrice de théâtre française

## Décès
- Aksel Werner Ruusuvaara (né le 25 décembre 1867), homme politique finlandais
- Alfred Croiset (né le 5 janvier 1845), philologue, helléniste, traducteur et universitaire français
- Paul Bureau (né le 5 octobre 1865), juriste et sociologue français
- William Alexander McArthur (né en 1857), personnalité politique britannique